# December Boys

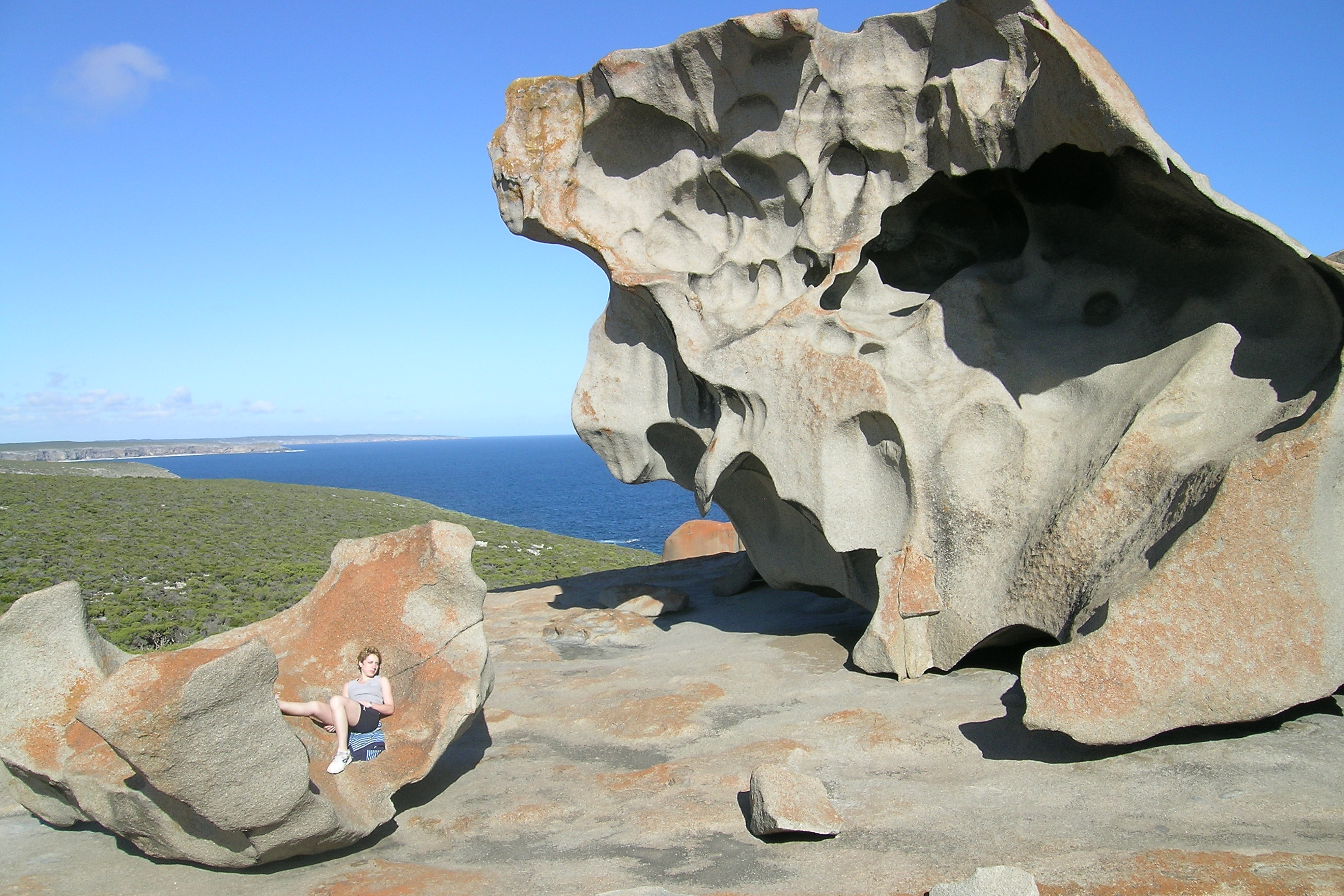
December Boys fue filmada en locaciones costeras de Australia.

December Boys (titulada Los chicos de diciembre en España y Un verano para toda la vida en Hispanoamérica) es una película de 2007 australiana dirigida por Rod Hardy y escrita por Marc Rosenberg, siendo adaptada de la novela del mismo nombre de Michael Noonan. Se estrenó en los Estados Unidos el 14 de septiembre de 2007 y en Australia el 20 de septiembre del mismo año. El reparto estuvo conformado principalmente por Daniel Radcliffe, Lee Cormie, Christian Byers, y James Fraser en los roles principales.

## Sinopsis
Ellos comparten el mismo mes de nacimiento, por eso en el orfanato los llaman los chicos de diciembre -Mapa, Spit, Chispa y Misty- tienen mucho en común.
Sin esperanza de ser adoptados, ellos forman sus obligaciones familiares. De pronto una inesperada noticia de que una joven pareja podría adoptar solo a uno de ellos, los convertirá en rivales por ser escogidos.

## Reparto
| Actor              | Papel           |
| ------------------ | --------------- |
| Daniel Radcliffe   | Maps            |
| Lee Cormie         | Misty           |
| Christian Byers    | Sparks          |
| James Fraser       | Spit            |
| Jack Thompson      | Bandy McAnsh    |
| Teresa Palmer      | Lucy            |
| Sullivan Stapleton | Fearless        |
| Victoria Hill      | Teresa          |
| Kris McQuade       | Mrs. McAnsh     |
| Carmel Johnson     | Sister Beatrice |
| Ralph Cotterill    | Shellback       |
| Frank Gallacher    | Father Scully   |

## Recepción crítica
El 15 de septiembre de 2007, en el sitio web revisor de películas Rotten Tomatoes, 47% de las críticos dieron comentarios positivos, basados en 36 reseñas. El 15 de octubre Rotten Tomatoes registró 60 comentarios con un 42% de comentarios favorables y una calificación promedio de 5/10. El 15 de octubre, la calificación de Metacritic fue de 56/100 basado en 21 reseñas. En Australia, varios periódicos señalaron que December Boys fue un gran éxito comercial debido a su distribución relativamente grande y su publicidad contra sus pequeños ingresos en taquilla.